# June Tarpé Mills
Tarpé Mills (25 de febrero de 1912 - 12 de diciembre de 1988) fue el seudónimo de la creadora de cómics estadounidense June Tarpé Mills, una de las primeras grandes artistas de cómics femeninas. Es conocida por su tira cómica de acción Miss Fury, que presenta a la primera heroína de acción creada por una mujer.

## Biografía
June Tarpé Mills creó varios personajes de cómics de acción ("Devil's Dust", "The Cat Man", "The Purple Zombie" y "Daredevil Barry Finn") antes de crear su personaje más recordado, "Miss Fury", en 1941. Mills también escribió guiones originales, dibujó a lápiz y entintó historias para estas series de cómics anteriores a Miss Fury'' Funny Pages, Star Comics, Amazing Mystery Funnies, Amazing Man Comics, Masked Marvel, Prize Comics, Target Comics y Reg'lar Fellers Heroic Comics.
Miss Fury se mantuvo en circulación hasta 1952, cuando Tarpé Mills prácticamente se retiró de la industria del cómic. Regresó brevemente en 1971 con Our Love Story para Marvel Comics y en 1979 comenzó a trabajar en una novela gráfica de '&Miss Fury que quedaría inacabada.
Murió el 12 de diciembre de 1988 en Brooklyn, Nueva York, y está enterrada en el cementerio Forest Green Park en Morganville, Nueva Jersey.
June Tarpe Mills fue incluida en el Salón de la Fama del Premio Will Eisner el 19 de julio de 2019.

## Miss Fury
El Bell Syndicate publicó por primera vez la tira cómica Miss Fury (entonces titulada The Black Fury) el 6 de abril de 1941, ocho meses antes de la primera aparición de Wonder Woman. La tira "se publicó a todo color en las páginas de cómics del domingo durante 351 semanas consecutivas desde 1942 hasta 1949, y también fue recopilada en formato de cómic por Timely Comics". La circulación incluyó más de 100 periódicos en su etapa más popular. A medida que la tira de Miss Fury se hizo más popular, finalmente se hizo de conocimiento público que su creadora era una mujer.
Miss Fury, el alter ego de la socialité Marla Drake, era un personaje basado vagamente en la propia apariencia de Mills.
Durante la Segunda Guerra Mundial, "Miss Fury" fue pintada en el morro de tres aviones de guerra estadounidenses en Europa y el Pacífico Sur. Dos de los villanos recurrentes fueron los agentes nazis Erica Von Kampf y el general Bruno. El gato persa blanco de Mills, Perri-Purr, fue presentado en la tira y, durante la Segunda Guerra Mundial, Perri-Purr se convirtió en una mascota no oficial de las tropas estadounidenses. 

### Moda
La obra de arte fue creada en un estilo glamoroso con especial atención en los atuendos de las heroínas. Estos atuendos variaban desde vestidos de noche de encaje y lencería hasta trajes de baño y trajes deportivos. La atención de Mills a la moda en Miss Fury se reflejó en el trabajo de su contemporánea Dalia Messick en "Brenda Starr", y en este sentido las mujeres estaban por delante de sus homólogos masculinos que típicamente "vestían [a sus] heroínas con sencillos vestidos rojos".
Las muñecas de papel recortadas se incluyeron por primera vez en las reimpresiones de cómics de Miss Fury, lo que llevó a Trina Robbins a suponer que estos libros estaban destinados a un público femenino. Mills envió muñecas de papel a mujeres jóvenes que habían escrito cartas de admiración solicitando arte.

### Censura
Miss Fury estaba notoriamente llena de "perversiones", que incluían "látigos, tacones de aguja, violencia entre mujeres y escenas de lencería". El vestuario de un personaje en una publicación de 1947 "era tan atrevido que 37 periódicos cancelaron la tira" ese día. Una escena de baño de la décima página dominical de Miss Fury, del 8 de junio de 1941, se publicó en los periódicos de la época, pero luego fue excluida de la reimpresión de Timely Comics de 1942.
Trina Robbins dijo en Miss Fury:

""La única indignación que he visto fue la de aquellos periódicos que censuraron la tira de Mills en la que vestía a su personaje, la animadora de club nocturno, Era, con un atuendo que hoy en día no nos molestaría en lo más mínimo. Pero, evidentemente, les hizo agitar sus pantalones – sí, el juego de palabras es intencionado – a algunas personas."

## Estilo
El arte de Mills en Miss Fury se inspiró en el trabajo de Milton Caniff. Su representación de la acción a lo largo de múltiples paneles, así como las poses naturales y las expresiones faciales de sus personajes, han sido descritas como "cinematográficas", haciéndose eco del estilo del cine negro. Los personajes de Mills también poseían una "cualidad de pin-up".
Dean Mullaney, editor y publicador detrás de Eclipse Enterprises, escribió que "el arte [de Mills] está dibujado de manera muy tradicional, sin sorpresas, sin momentos de revelación".
Evie Nagy, de The Los Angeles Review of Books, comentó que "el flujo del arte secuencial de Mills se siente completamente orgánico".

## Legado
El legado de June Mills como la primera mujer en crear una heroína de acción femenina en los cómics fue contextualizado por Victoria Ingalls para la Asociación Americana de Psicología. De una lista de cientos de "superheroínas" encuestadas en su resumen, Ingalls identificó sólo once creadas por una mujer que no trabajaba en equipo con un escritor masculino. Marla Drake, de Mills, es la primera cronológica de estas once heroínas.
Según Mike Madrid en su libro The Supergirls, Marla Drake pertenece a la casta "Debutante" de las heroínas femeninas de los primeros cómics, que incluyen a Sandra Knight (Phantom Lady), Dianne Grayton (Spider Widow), Diana Adams (Miss Masque) y Brenda Banks (Lady Luck). Estos personajes forman una "hermandad" de herederas y miembros de la alta sociedad que se habían visto obligadas a llevar una vida de decoro, sumisión y "ocio tedioso". "Ponerse una capa y una máscara liberó a estas mujeres" para abrazar sus propias identidades, luchar contra el crimen y cambiar su "aburrimiento privilegiado" por emociones.
Madrid escribió: "El enfoque de Mills hacia una identidad secreta parecía más realista, inyectado con una practicidad femenina".

### Premios y honores
Miss Fury: Sensational Sundays 1941-1944 fue nominada al premio Eisner en 2012.
Mills fue incluida como una de las cuatro elecciones de los jueces para el Salón de la Fama del Premio Eisner 2019 el 19 de julio de 2019, en la ComicCon International en San Diego.

### Póstuma
- Miss Fury: Sensational Sundays 1944-1949
- Miss Fury: Sensational Sundays 1941-1944 (2013)[5]
- CBLDF Presents: She Changed Comics (2016)[51]
- Men of Mystery Comics núm.104 (2017)[52]
- Prize Comics (2017) [53]